# 조시 댈러스
조슈아 폴 댈러스(Joshua Paul Dallas, 1978년 12월 18일 ~ )는 미국의 배우이다. 영화 《토르: 천둥의 신》에서 판드랄 역, 텔레비전 시리즈 《원스 어폰 어 타임》에서 백마탄 왕자 역으로 잘 알려져 있다.

## 성장 과정
댈러스는 1997년 17살에 인디애나주 뉴알버니에 위치한 뉴알버니 고등학교를 졸업하였다. 그 당시 댈러스는 연극 공부를 하였다.

## 경력
졸업 후 댈러스는 로열 셰익스피어 컴퍼니의 일원으로서 활동하였다. 2006년부터는 TV 출연을 시작하였다.
2011년 공개된 《토르: 천둥의 신》은 촬영 직전에 하차한 스튜어트 타운젠드 대신 판드랄 역을 연기하였다. 또한 댈러스는 역할에 대해 에롤 플린에서 영감을 얻어 그의 출연한 영화를 많이 봤다고 한다.
2011년 텔레비전 시리즈 《원스 어폰 어 타임》에서 백마 탄 왕자 역할을 맡았다. 댈러스는 《원스 어폰 어 타임》으로 인해 《토르 2》에는 출연하지 않으며, 재커리 레비로 교체되었다.

## 사생활
댈러스는 2003년부터 배우 라라 풀버를 만나기 시작했으며, 2007년 데번 주에서 결혼하였다. 신혼여행은 몰디브에서 했다. 하지만, 댈러스는 2011년 12월 2일 밥 리버스 라디오 쇼에서 이혼했다고 밝혔다.
댈러스는 2012년 4월, 2011년 가을부터 《원스 어폰 어 타임》에 같이 등장하는 지니퍼 굿윈과 사귀고 있다고 언급했다.

## 출연 작품

### 텔레비전
| 연도 2018     | 제목 매니페스트 시즌1 | 역할 벤                            | 비고 주연                            |
| ------------- | --------------------- | ---------------------------------- | ------------------------------------ |
| 2011년 ~ 현재 | 원스 어폰 어 타임     | 프린스 제임스 "차밍"/데이비드 놀런 |                                      |
| 2010          | CSI: 과학수사대       | 킵 우드먼                          | 시즌11 제15화 "Targets of Obsession" |
| 2010          | Money                 | 스펑크 데이비스                    | 시즌1 제1화/제2화 "Spunk Davies"     |
| 2010          | 하와이 파이브-0       | 벤 배스                            | 시즌1 제6화 "Ko'olauloa"             |
| 2008          | 닥터 후               | Node 2                             | 시즌4 제8화 "Silence in the Library" |
| 2006          | 얼티밋 포스           | 위버                               | 시즌4 제3화 "The Dividing Line"      |

### 영화
| 연도 | 제목                                | 역할     | 비고          |
| ---- | ----------------------------------- | -------- | ------------- |
| 2012 | Five                                | 헨리     | 텔레비전 영화 |
| 2011 | 레드 테일스                         | 라이언   |               |
| 2011 | 토르: 천둥의 신                     | 판드랄   |               |
| 2010 | 고스트 머신                         | 브래그   | 목소리 출연   |
| 2009 | The Boxer                           | 벤       |               |
| 2009 | 디센트: Part 2                      | 그레그   |               |
| 2009 | 더 라스트 데이스 오브 리먼 브라더스 | 에이스   | 텔레비전 영화 |
| 2008 | 80 Minutes                          | 플로이드 |               |